# Saraceni
Saraceno è un termine utilizzato a partire dal II secolo d.C. sino a tutto il Medioevo per indicare i popoli provenienti dalla penisola arabica o, per estensione, di religione musulmana.

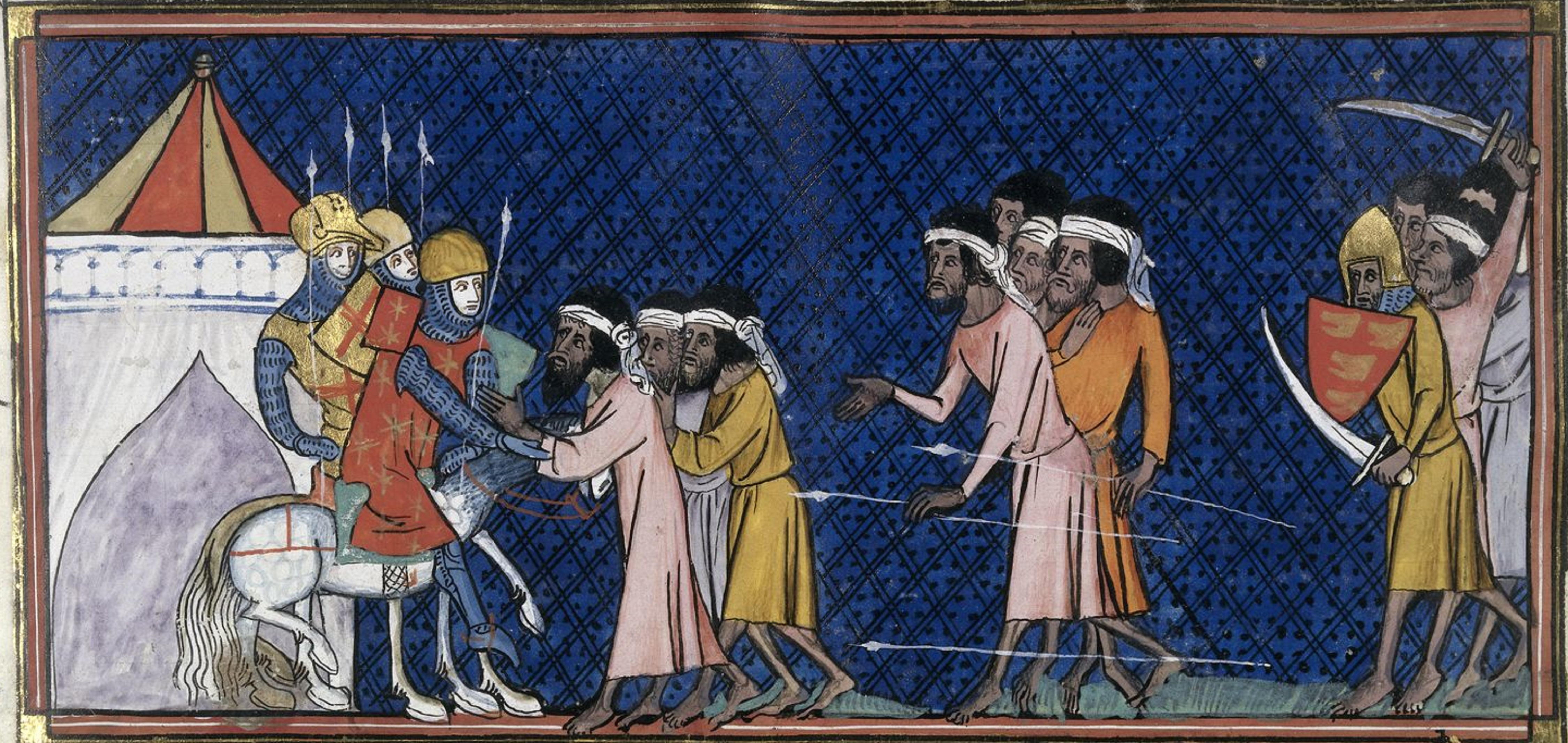
Emissari saraceni ritratti nelle Chroniques de Saint-Denis (XII-XV secolo)

Generico, sin dalla nascita risulta ad alcuni un termine senza uno stretto significato etnico o linguistico, né religioso (basti pensare alla Chanson de Roland, dove anche i baschi erano così denominati), con diverse variazioni nel corso del tempo. Inizialmente non identificava solo gli arabi, ma anche i berberi.

## Sinonimi
Sinonimi utilizzati sono stati:
- Arabi: popolo nomade della penisola arabica, protagonisti della prima storia islamica nel VII secolo. In seguito l'etnonimo fu allargato a tutte le popolazioni che professavano l'islam o parlavano la lingua araba. Tra II e V secolo gli "Arabi" sono sostituiti nelle fonti greche e latine dai "Saraceni", mentre nelle fonti aramaiche si parla di tayyaye[2].
- Mori: cioè genti della Mauretania, con particolare riferimento alle popolazioni berbere che costituirono la maggioranza delle truppe che conquistarono una parte della penisola iberica (al-Andalus) nell'VIII secolo, la Sicilia bizantina, la Sardegna e il Sud Italia nel IX secolo.
- Musulmani: parola menzionata per la prima volta in ambito francese nel 1551, in inglese nel 1615
- Islamici, Ismaeliti, Agareni, Maomettani.

## Etimologia
Numerose sono le etimologie e le paretimologie.
Attraverso il latino saraceni si fa derivare dall'aramaico sarq[iy]īn che significa "abitanti del deserto" (da sraq, "deserto") o "orientali" (sharq[iyy]ūn, dal sostantivo arabo sharq, "oriente", il dubbio di alcuni è rispetto a chi o a cosa si sia a "oriente"; la risposta ovvia è: rispetto a chi ha creato il termine).
Come descritto da Tolomeo i Σαρακηνοί (sarakēnói) erano una popolazione araba o derivavano il nome da Saraka, una città del Sinai. Così anche Stefano di Bisanzio.
Per altri il termine viene attraverso il greco Σαρακηνός (sarakēnós) dall'arabo sharqiyyùn, "orientali".
Famosa l'etimologia di Isidoro di Siviglia:
(Isidoro di Siviglia, Etimologie, IX, 2,57.)
Così anche Giovanni Damasceno.

## Le incursioni
Lo scopo delle incursioni saracene era di rapire uomini, donne e bambini per farne schiavi o merce da riscatto e di razziare bottino.
I pirati saraceni disponevano di basi fisse nel Maghreb; anche alcune città costiere italiche (Taranto e Bari) furono a lungo occupate dai saraceni, come pure alcune zone montane (ma sempre facilmente raggiungibili da approdi marittimi) della Costa Azzurra (La Garde Freynet, luogo chiamato allora Frassineto).
Da queste basi poi i saraceni partivano per aggredire le città, i villaggi e i monasteri vicini: divisi in bande, saccheggiavano rapidamente gli edifici per poi fuggire via mare; altre volte invece occupavano la città, imponendovi pesanti tasse a chi non si sottometteva convertendosi all'Islam (questo fu causa dello spopolamento di queste terre).

## Fonti

### Fonti antiche
La parola "arabi", a significare "nomadi", viene utilizzata da tutte le fonti antiche delle popolazioni confinanti: assire (ar-ba-a-a e a-ri-bi), la Bibbia (carab), le fonti greche (αραβες, αραβιοι), latine (arabes), i testi sudarabici (crb e ɔcrb) e aramaici (carabaya), ad indicare i nomadi del deserto loro confinanti, indipendentemente dal fatto che fossero di lingua araba o meno, poiché nessuna di queste denominazioni sembra avere una connotazione linguistica.
Tra il II secolo e il V secolo si osserva una progressiva scomparsa degli arabi dalle fonti antiche, e compare più frequentemente il termine "saraceni".
Tolomeo, nella sua Geographia, nomina sarakene come una regione tra Egitto e Palestina, che comprende il Sinai, chiamata così per la città di Saraka, e menziona anche la tribù dei sarakenoi che abitavano il nordest arabo.
Ippolito di Roma, Bardesane e Uranio Antonino menzionano tre gruppi etnici distinti in Arabia fin dalla prima metà del III secolo: i saraceni, i taeni (da identificare con i tayyaye) e gli Arabi. I Tayyi si localizzavano a oriente, in direzione dell'Eufrate, mentre i saraceni a nord di questi.
Nella Notitia dignitatum, datata al III secolo, alcuni saraceni combattevano nelle unità dell'esercito romano, partecipando a formare la cavalleria. Sempre saraceni erano i nemici sbaragliati da Diocleziano in una sua campagna del deserto siriano. I saraceni combattevano tanto nelle compagini regolari romane quanto tra quelle Sasanidi durante le guerre romano-persiane.
Nell'Historia Augusta, Aureliano riferisce di come la regina Zenobia di Palmira incuta timore anche tra i saraceni. Dello stesso periodo, una cronaca bizantina redatta da Giovanni Malalas definisce i Palmireni "saraceni", mentre per l'Historia Augusta i Palmireni non erano né saraceni né arabi.
In tempi posteriori ad Ammiano Marcellino, la parola "saraceno" era diventata popolare nella letteratura greca e latina, tanto da confondersi con "arabo".

### Fonti medievali
Secondo Retsö gli Omayyadi si arrogarono il termine "Arabi" per loro stessi, lasciando ai più recenti correligionari l'etnonimo di appartenenza (Siriani, Persiani, ...). Il termine "Saraceni" quindi si diffuse in maniera prorompente verso occidente, seguendo la graduale conquista islamica del Mediterraneo occidentale, avvenuta in tempi eccezionalmente brevi (Nordafrica nel 698, penisola iberica nel 711, Settimania nel 719).
Secondo Senac, la costruzione dell'immagine dell'Islam e dei musulmani nell'Europa cristiana nel Medioevo risulta primariamente dalle relazioni secolari-religiose tra i saraceni (arabo-berberi andalusi) e i Franchi. E "saraceni" diventano tutte le popolazioni ostili alla potenza franca, in particolare i Baschi che sbaragliano l'esercito di Carlo Magno e gli Arpitani che controllano i passi alpini.

## Storia

### Il Maghreb
La conquista islamica di paesi come l'Egitto e la Siria aveva permesso ai musulmani la creazione in un tempo relativamente breve di una flotta capace di insidiare la supremazia bizantina nel Mediterraneo.
Soprattutto sulla costa maghrebina e su quella spagnola si erano andati costituendo vari emirati dove la componente locale si fuse presto con quella araba e berbera. Ciascun emirato aveva a capo un emiro il quale, a parte una formale sudditanza ad uno dei tre califfi che tra VIII e IX secolo si spartivano l'Impero islamico (Cordova, Il Cairo e Baghdad), erano sostanzialmente indipendenti.

### Creta e il ritorno al Mediterraneo occidentale

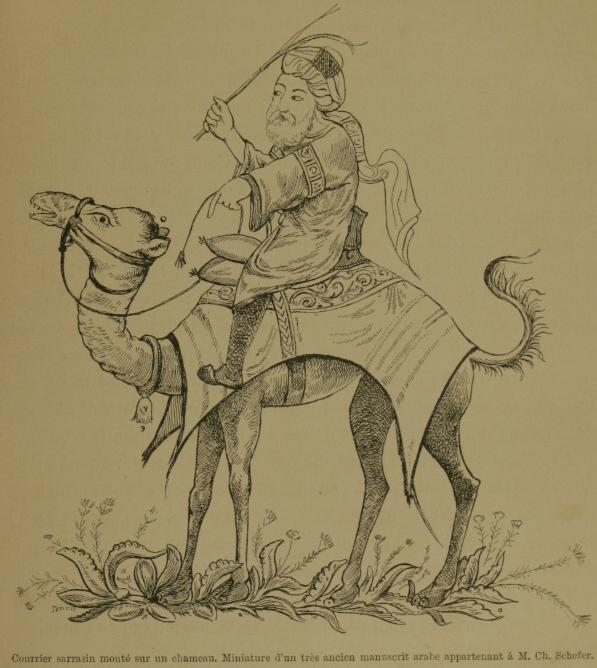
Un emissario saraceno su un cammello in un disegno bizantino del X secolo

Le repressioni dei movimenti insurrezionali da parte del potere omayyade in al-Andalus furono sanguinarie ed è in questo periodo (818) che si colloca l'emigrazione in massa di andalusi (così indicati, indipendentemente dall'origine etnica e dalla religione) lungo due direttive, in parte verso il Marocco e altri in Egitto. Da qui diedero man forte ai correligionari per la conquista islamica della Sicilia dell'827. Sempre in quest'anno, ad Alessandria d'Egitto venne fondato un regno andaluso autonomo, a cui il califfato abbaside pose fine nell'825. Quindi gli andalusi partirono alla volta dell'Egeo, dove istituirono l'emirato di Creta, indipendente e florido dal punto di vista commerciale e culturale, nonché potente dal punto di vista militare, sino alla riconquista bizantina del 961.
Creta divenne il centro di numerose spedizioni militari nell'Egeo, in Italia del Sud, dove venne fondata anche Traetto, e Roma razziata nell'846, nell'849 e nell'876. Nel Mediterraneo occidentale, a causa dell'indebolimento dell'impero carolingio e della sua flotta, Marsiglia venne razziata nell'838 e nell'846, Arles nell'842 e nell'850 e Fréjus nell'869. I musulmani stabilirono proprio in questi anni un rifugio in Camargue, come raccontano le cronache di San Bertino, e da lì imperversavano nella valle del Rodano.
Le Baleari vengono conquistate definitivamente alla causa omayyade andalusa nel 902.

### La conquista della Sicilia e le incursioni nell'Italia meridionale

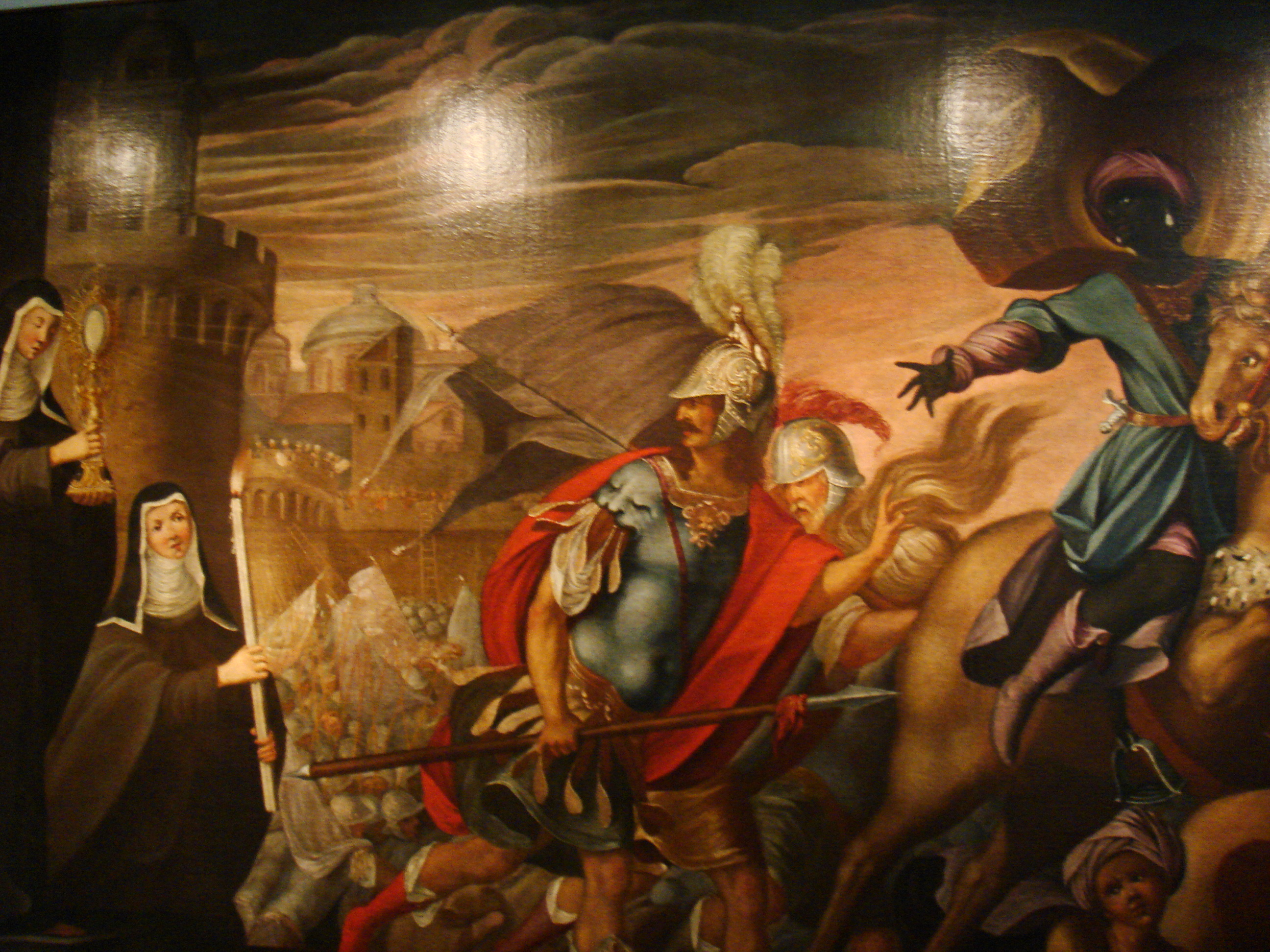
Anonimo marchigiano, (1630 ca)
Santa Chiara caccia i saraceni
Museo di Stato di San Marino

Dall'827 gli emiri aghlabidi di Qayrawan, nell'odierna Tunisia, iniziarono la conquista della Sicilia, che richiese molto tempo ma che segnò l'apogeo del dominio saraceno nel Mediterraneo, per almeno due secoli. La conquista fu ultimata nel 902, grazie all'offensiva contro i Bizantini, che avevano tagliato i rifornimenti conquistando Creta (827) e Malta (870).
L'insediamento dei Saraceni fu talora incoraggiato e sostenuto anche dai signori locali, come aiuto nelle dispute, come nel caso di Andrea, console di Napoli, che era vessato dal principe longobardo di Benevento Sicone e dopo essersi rivolto inutilmente a Ludovico il Pio chiese aiuto ai Saraceni. L'intervento venne nuovamente sollecitato anche dal suo successore Sicardo, con le città di Amalfi, Sorrento e Gaeta che si associarono ai Napoletani: i Saraceni si comportarono con correttezza verso le città campane, aiutandole a sconfiggere i Beneventani e firmando accordi di pace e commercio. In cambio i Napoletani soccorsero i Saraceni durante l'assedio di Messina dell'843 e mantennero una complice neutralità quando caddero sotto il dominio islamico Punta Licosa e le isole di Ischia e Ponza.
Sempre i Napoletani, per indebolire Benevento, avevano invitato i Saraceni ad assalire Brindisi nell'838, dalla quale essi si estesero a Taranto e Bari, che diventò sede dell'omonimo emirato dall'840 all'871.
Sconfitta una flotta veneziana nel Quarnaro, i Saraceni approfittavano ormai delle rivalità tra i poteri locali, facendo da padroni e mettendosi al servizio ormai anche degli stessi Beneventani senza scrupoli.
Nell'anno 840 Siconolfo, signore di Salerno, in lotta con Radalgiso (o Radelchi) e Landolfo signori di Benevento e Capua, chiamò in suo aiuto i Saraceni insediati nella colonia sotto la collina del Traetto, alle foci del Garigliano, spesso e volentieri assoldati dal duca di Napoli, Andrea II. Dopo sanguinose incursioni in alcune parti dell'Italia meridionale, i Saraceni trovarono modo di prosperare grazie alle loro razzie e al loro offrirsi come mercenari ai più diversi signori cristiani dell'epoca.
Nell'843 i Saraceni si spinsero fino distruggere Fondi e Montecassino, arrivando a Ostia e risalendo il Tevere per giungere a Roma dove saccheggiarono la basilica di San Pietro in Vaticano e quella di San Paolo fuori le mura a Roma.
Il gesto spinse ad una reazione contro "lo nero periglio che vien dal mare" che non tardò. Un primo tentativo di cacciare i Saraceni dall'Italia meridionale fu fatto nell'866-871 dall'imperatore e re Lodovico II, che, sceso in Italia con un esercito di Franchi, Burgundi e Provenzali, oltre alle truppe alleate di Papa Sergio II, del doge di Venezia, del duca di Spoleto e di quello di Napoli, riprese Benevento, Capua, Salerno, Bari, distruggendo Matera e Venosa.
Truppe saracene ormai incontrollabili erano state assoldate da Adelchi, duca di Benevento: egli obbligò i baresi ad accettare la protezione del berbero Khalfun, al quale come pagamento fu promesso niente meno che il permesso di saccheggiare e incendiare alcuni edifici sacri nella zona, ma egli si spinse fino a radere al suolo la città di Capua. Ludovico, allora in Italia, riuscì a liberare Benevento dai mercenari e pacificare i principi longobardi, facendo da garante alla suddivisione del ducato nei due principati di Salerno e di Benevento e nella contea di Capua.
La soluzione di compromesso non piacque a papa Leone IV, che proprio in quegli anni stava facendo cingere Roma con la "cinta leonina" di mura, a riprova del timore ancora vivo, quindi il pontefice patrocinò la formazione di una flotta campana che nell'849 batté i Saraceni al largo di Ostia. Ludovico, nominato nel frattempo imperatore, si mosse verso Bari, supplicato anche dagli abati di Montecassino e di San Vincenzo al Volturno.
A Bari intanto regnava un emiro che si destreggiava tra i vari poteri locali, senza negare la concessione, dietro pagamento, di salvacondotti per i pellegrini che si volevano imbarcare per la Terra santa. Egli proteggeva inoltre la dotta comunità ebraica di Oria.
Cacciati una prima volta da Bari, un nucleo di essi trincerò presso il Monte Matino (il Mons matinus di Orazio) su un'altura che perciò prese il nome di Monte Saraceno sul Gargano. Di lì essi scesero spesso per depredare e incendiare borghi, villaggi e città, per profanare templi, commettere ogni sorta di crudeltà e nefandezze. Sconfitti numerose volte da diversi popoli, i Saraceni, fuggiti dal Gargano del 967, si fortificavano a Bari.
La campagna contro Bari fu lunga e tra varie trattative, alleanze e trattati si svolse dall'855 all'871, con la fase attiva di combattimento nei quattro anni tra l'867 e l'871.
L'emiro Sawdan, che aveva anche saccheggiato il santuario di San Michele Arcangelo sul Gargano, ebbe il permesso di trascorrere la vita in dorata prigionia dall'amico Adelchi, principe di Benevento. Ma questa mossa si rivelò errata per l'imperatore germanico a causa dell'entrata in scena dell'imperatore bizantino Basilio I, che vedeva di mal occhio l'intervento in Italia Meridionale, da secoli territorio di prerogativa bizantina: Basilio si alleò con Sawdan e fomentò una rivolta dei longobardi di Benevento, i quali fecero prigioniero, per circa due mesi, l'imperatore, mentre un nuovo esercito saraceno di ventimila uomini, inviato da Qayrawan, devastava Calabria e Campania. Nell'873 Ludovico tornò in Campania e sconfisse i saraceni, ma morì due anni dopo.
Restava dunque il porto saraceno di Taranto, dal quale si snodava un ricchissimo commercio di schiavi. Furono i bizantini a recuperare Taranto (876). Le scorrerie saracene nell'Adriatico non si conclusero tuttavia con la riconquista di Taranto, anzi proprio in quegli anni i musulmani completavano la conquista della Sicilia (Siracusa nell'878, Taormina nel 902). Nell'882, alleatisi di nuovo con i campani, distruggevano le abbazie di San Vincenzo e Montecassino, stabilendo un nido alla foce del Garigliano, (Traetto), dal quale tenevano sotto tiro anche Roma: furono definitivamente cacciati solo nel 915, quando l'imperatrice bizantina Zoe Porfirogenita riuscì a mettere d'accordo le signorie italiane sulla necessità di cacciare i saraceni dalla penisola italiana e iniziava contro di loro una campagna che - grazie all'impegno di Berengario re d'Italia, di papa Giovanni X e dei duchi di Spoleto e Camerino - coglieva il frutto ripromesso. In realtà le scorrerie continuarono, infatti uno degli episodi più gravi sembra essere il nuovo sacco di Oria e Taranto avvenuto nel 925/926, in quell'occasione fu catturata la famiglia del noto studioso ebraico oritano Shabbatai Donnolo.
Nel 970 tornarono di nuovo sul Gargano devastando luoghi (le due città di epoca romana Siponto e Matinum furono rase al suolo) atterrendo in stragi e rapine gli abitanti, i quali furono costretti a chiedere aiuto ad Ottone I.
È su Monte Saraceno, dove stavano fortemente trincerati da anni, che i Saraceni furono sconfitti e scacciati dal luogo proprio dall'imperatore Ottone I.
Nel 1002/03 il Doge Pietro Orseolo II guidò con successo una flotta di 100 navi contro i Saraceni che assediavano Bari da mesi. Come ringraziamento fu edificata la Chiesa di San Marco dei Veneziani a Bari vecchia.
Dalla Sicilia nel IX secolo gli arabi continuarono a saccheggiare le coste dell'Italia meridionale, stabilendo anche nuove, occasionali, teste di ponte, come a Agropoli o a Santa Severina, che, nonostante il fallimentare intervento dell'Imperatore Ottone II (del 982), durarono ancora per molto, venendo meno solo dopo il 1036, quando la morte dell'emiro siciliano di al-Akhal portò a un'irreversibile frammentazione del potere nell'isola. Dalla Sicilia furono cacciati nel 1071, dopo dieci anni di guerra, dai Normanni.
La catena di torri costiere lungo le coste del Tirreno, collegate fra loro a vista per scambiarsi segnali, avevano lo scopo di avvistare da lontano le navi corsare per poter dare per tempo l'allarme alle popolazioni indifese, ma sorsero solo nel XVI secolo per proteggersi dalla flotta ottomana. L'appellativo di uso comune torre saracena è scorretto.

### La base in Provenza e le incursioni nell'Italia nord-occidentale
Partendo dalla Spagna e spesso in particolare dalle isole Baleari, dove si erano insediati, i saraceni iniziarono a compiere scorrerie lungo le coste provenzali e liguri. Nell'838 e nell'848 attaccarono Marsiglia, nell'842 e nell'850 Arles e nell'869 invasero la Camargue. La frequenza delle incursioni aumentò dopo l'888 per l'anarchia instauratasi in Europa dopo la morte dell'ultimo imperatore carolingio. Verso l'890 i saraceni costituirono una base stabile in Provenza a Frassineto (golfo di Saint Tropez). Nei decenni successivi i villaggi costieri della Provenza e della Liguria occidentale furono abbandonati e la popolazione superstite cercò rifugio lontano dalla costa o nelle poche città fortificate. Attraversando poi le Alpi marittime i mori saccheggiarono il basso Piemonte, soprattutto l'Albese, uccidendo o costringendo alla fuga la popolazione delle Langhe. Tra il 934 e il 935 corsari dell'Ifriqiya arrivarono a saccheggiare Genova.
Il controllo delle coste liguri e del loro entroterra fu ripreso solo nel terzo quarto del X secolo. Nel 967 Berengario II ricompensò con la donazione delle terre riconquistate e col titolo di marchesi Oberto, marchese di Milano e Genova (e della Liguria orientale), Aleramo, marchese di Monferrato e Savona e Arduino il Glabro, marchese di Torino (e dell'Imperiese).
Da Frassineto, i mori si erano spinti verso l'entroterra: pare che lo stesso Ugo di Provenza, volendo scongiurare un'invasione di Berengario II d'Ivrea, abbia invitato i frassinetani a prendere il controllo dei passi alpini. I mori presero, così, il controllo di tutte le Alpi occidentali, da cui potevano effettuare incursioni sia nelle valli piemontesi (nel 912 saccheggiarono e distrussero l'importante Abbazia della Novalesa) sia in quelle del Delfinato e della Savoia. La valle Moriana (Maurienne) prenderebbe il nome da queste incursioni moresche. Nel secondo quarto del X secolo i mori si stabilirono anche nelle Alpi Pennine, da cui nel 937 partì una spedizione che distrusse Coira, la capitale dei Grigioni, in Svizzera.
Il controllo dei passi delle Alpi consentiva ai mori anche l'imposizione di pedaggi o la cattura di ostaggi, il cui riscatto era una importante fonte di guadagno. Secondo Liutprando, tra il 972 e il 973, venne catturato un importantissimo ostaggio, il famoso e potente abate di Cluny, san Maiolo, che attraverso il passo del Gran San Bernardo si stava recando a Roma. L'episodio scatenò la reazione congiunta dei provenzali e dei piemontesi per una vittoria finale contro i mori. Guglielmo I di Provenza con l'aiuto, fra gli altri, di Arduino il glabro distrusse Frassineto, che venne infeudato a Gibellino Grimaldi. Non c'è concordanza sulla data dell'evento, avvenuto fra il 973 e il 983, forse nell'autunno del 979.

### Le incursioni in Sardegna e nell'Italia centrale
La Sardegna non era sfuggita alle incursioni saracene e nel 1005 l'emiro Mujāhid al-ʿĀmirī di Denya (noto in italiano come Musetto o Muscetto), dalle Baleari, ne tentò l'occupazione creando una base a Porto Torres, utile per occupare il Tirreno. Nel 1005 attaccò anche Pisa e nel 1016, distrusse la città di Luni, cercando di stabilirvi una sua nuova base. Sollecitati e appoggiati militarmente dal papa Benedetto VIII, pisani e genovesi riunirono le forze e scacciarono Musetto non solo dalla Toscana, ma anche dalla Sardegna. Musetto, tuttavia, stabilì una nuova base a Bona, l'antica Ippona nell'Africa settentrionale e con una nuova flotta riprese a fare incursioni nel Tirreno, fra cui l'assalto a Civitavecchia nel 1023. Solo nel 1034 i Pisani fecero una contro-offensiva a Bona, riuscendo, pare, ad ucciderlo, ormai ottantaquattrenne. Infine, nel 1052 i giudicati indigeni, alleatisi con i pisani ed i genovesi, dopo lunghi e sanguinosi combattimenti, riuscirono a respingerne definitivamente i tentativi saraceni di insediamento in Sardegna.